# Лавровский, Константин Петрович
Константин Петрович Лавровский (7 [19] ноября 1898, Мартыновка, Самарская губерния, Российская империя — 7 марта 1972, Москва) — советский химик-органик, член-корреспондент Академии наук СССР (1953).

## Биография
Родился 7 (19) ноября 1898 года в селе Мартыновка Самарской губернии, ныне Асекеевского района Оренбургской области. Отец — Пётр Николаевич Лавровский, работал школьным учителем; мать — Олимпиада Михайловна, домохозяйка.
После окончания четырёх классов Самарской духовной семинарии, в 1916 году поступил на физико-математический факультет Казанского университета. На первом курсе был призван в армию и направлен для прохождения службы рядовым в 3-ю батарею 3-й артиллерийской бригады. После демобилизации, в апреле 1918 года, проживал у своего отца в селе Алексеевка Самарской губернии, где был захвачен белочехами и принудительно зачислен рядовым в управление 4-го артиллерийского дивизиона. В сентябре 1919 года перешёл на сторону Красной армии и до октября 1922 года служил красноармейцем в 75-м кавалерийском полку имени Степана Разина 13-й Сибирской кавалерийской дивизии, затем военным комиссаром 77-го кавалерийского полка той же дивизии. Член ВКП(б)/КПСС с 1920 года. В качестве военного комиссара участвовал в бою на территории Синьцзяна, в которого был разгромлен отряд генерала А. С. Бакича.
После демобилизации из РККА, Лавровский продолжил обучение на физико-математическом факультете Московского университета, который окончил в 1925 году. В 1929—1934 годах работал в Государственном научно-исследовательском нефтяном институте Наркомата нефтяной промышленности СССР, затем — на Уфимском нефтеперерабатывающей заводе (1935—1939), в технических советах Наркомата топливной промышленности СССР (1939—1940) и Наркомата нефтяной промышленности СССР (1940—1941), в Институте горючих ископаемых Академии наук СССР (1942—1958), в Институте нефтехимического синтеза им. А. В. Топчиева АН СССР (1958—1972). В 1944—1972 годах преподавал в Московском государственном университете.
В 1934 году Лавровский был командирован в США с целью изучения способов переработки сернистой нефти. По возвращении из командировки был арестован, но вскоре освобождён вскоре за отсутствием состава преступления. В 1937 году ему была присуждена учёная степень доктора химических наук (без защиты диссертации) за серию исследований по синтезу антидетонатора и гидрогенизации нефти.
Умер 7 марта 1972 года в Москве. Похоронен в колумбарии Новодевичьего кладбища (7 участок). Рядом с ним похоронена его жена — Лавровская Дора Львовна (1902—1973).

## Награды
- Награждён двумя орденами Трудового Красного Знамени (1953, 1959) и орденом Красной Звезды (1967), а также медалями.[5]
- Лауреат премии им. Н. Д. Зелинского (1950).